# Manuel Pablo
Manuel Pablo, właśc. Manuel Pablo García Díaz (ur. 25 stycznia 1976 w Arucas) – hiszpański piłkarz grający na pozycji prawego obrońcy.

## Kariera klubowa
Manuel Pablo pochodzi z Wysp Kanaryjskich, a konkretnie z wyspy Gran Canaria. Urodził się niedaleko Las Palmas, a karierę piłkarską rozpoczął w tamtejszym klubie UD Las Palmas. Po występach w młodzieżowej drużynie i rezerwach w 1996 roku został zawodnikiem pierwszego zespołu i wtedy też zadebiutował w jego barwach w rozgrywkach Segunda División. W Las Palmas spędził dwa sezony, a w 1998 roku wystąpił w barażach o awans do Primera División, jednak wyspiarze okazali się gorsi od Realu Oviedo.
Dobra postawa Manuela Pablo w drugiej lidze zaowocowała transferem do Deportivo La Coruña latem 1998 roku. Wraz z nim na Estadio Municipal de Riazor trafił klubowy partner, Argentyńczyk Turu Flores. W Primera División Manuel zadebiutował 15 listopada w wygranym 2:0 spotkaniu z Deportivo Alavés. W swoim pierwszym sezonie był rezerwowym dla Armando, ale już w sezonie 1999/2000 występował w wyjściowej jedenastce Deportivo i swoją postawą przyczynił się do wywalczenia pierwszego w historii klubu tytułu mistrza Hiszpanii. W sezonie 2000/2001 wystąpił z „Depor” w rozgrywkach Ligi Mistrzów, a na boiskach krajowych osiągnął kolejny sukces – wicemistrzostwo kraju. 30 września 2001 podczas meczu z Celtą Vigo (2:2) doznał złamania kości piszczelowej w wyniku starcia z Brazylijczykiem Evertonem Giovanellą. Do gry wrócił dopiero w październiku 2002 roku i w 2003 jako rezerwowy zajął 3. pozycję w La Liga. W sezonie 2003/2004 powtórzył to osiągnięcie, od lata 2004 znów grał w pierwszym składzie klubu z A Coruñi, ale od 2005 roku zajmuje z nim głównie miejsca w środku tabeli.
| Sezon   | Klub                | Kraj      | Rozgrywki        | Mecze | Bramki |
| ------- | ------------------- | --------- | ---------------- | ----- | ------ |
| 1996/97 | UD Las Palmas       | Hiszpania | Segunda División | 20    | 1      |
| 1997/98 | UD Las Palmas       | Hiszpania | Segunda División | 36    | 0      |
| 1998/99 | Deportivo La Coruña | Hiszpania | Primera División | 14    | 0      |
| 1999/00 | Deportivo La Coruña | Hiszpania | Primera División | 37    | 0      |
| 2000/01 | Deportivo La Coruña | Hiszpania | Primera División | 37    | 1      |
| 2001/02 | Deportivo La Coruña | Hiszpania | Primera División | 5     | 0      |
| 2002/03 | Deportivo La Coruña | Hiszpania | Primera División | 10    | 0      |
| 2003/04 | Deportivo La Coruña | Hiszpania | Primera División | 18    | 0      |
| 2004/05 | Deportivo La Coruña | Hiszpania | Primera División | 30    | 0      |
| 2005/06 | Deportivo La Coruña | Hiszpania | Primera División | 31    | 0      |
| 2006/07 | Deportivo La Coruña | Hiszpania | Primera División | 15    | 0      |
| 2007/08 | Deportivo La Coruña | Hiszpania | Primera División | 34    | 0      |
| 2008/09 | Deportivo La Coruña | Hiszpania | Primera División | 23    | 0      |
| 2009/10 | Deportivo La Coruña | Hiszpania | Primera División | 33    | 0      |
| 2010/11 | Deportivo La Coruña | Hiszpania | Primera División | 30    | 0      |
| 2011/12 | Deportivo La Coruña | Hiszpania | Segunda División | 8     | 0      |
| 2012/13 | Deportivo La Coruña | Hiszpania | Segunda División | 24    | 0      |
| 2013/14 | Deportivo La Coruña | Hiszpania | Segunda División | 26    | 0      |
| 2014/15 | Deportivo La Coruña | Hiszpania | Primera División | 5     | 0      |
| 2015/16 | Deportivo La Coruña | Hiszpania | Primera División | 3     | 0      |

## Kariera reprezentacyjna
W reprezentacji Hiszpanii Manuel Pablo zadebiutował 16 sierpnia 2000 roku w przegranym 1:4 towarzyskim spotkaniu z Niemcami. Z Hiszpanią występował w eliminacjach do Mistrzostw Świata 2002, ale na sam turniej nie pojechał. Podobnie było z turniejem Euro 2004. Od 2004 roku zawodnik znajduje się poza kadrą narodową.